# داميان هاريل
داميان هاريل (بالإنجليزية: Damian Harrell)‏ هو لاعب كرة قدم أمريكية أمريكي، ولد في 1 سبتمبر 1975 في ميامي في الولايات المتحدة.